# Nymphaea rapinii
Nymphaea rapinii ist eine Pflanzenart aus der Gattung der Seerosen (Nymphaea) innerhalb der Familie der Seerosengewächse (Nymphaeaceae). Diese Wasserpflanze ist ein Endemit und kommt nur im brasilianischen Bundesstaaten Pará vor.

## Beschreibung

### Vegetative Merkmale
Nymphaea rapinii ist ein aquatische krautige Pflanze mit stolonisierenden, zylindrischen Rhizomen. Die rötlich-violetten, unbehaarten, robusten Blattstiele weisen zwei primäre und acht sekundäre periphere Luftkanäle auf. Die elliptische, suborbikuläre bis orbikuläre Blattspreite ist ganzrandig und flach und hat eine aktinodrome, arachnoide Nervatur mit eingedrückten Adern. Die Blattspreite ist 6–10,5 cm lang und 4,2–10 cm breit.

### Generative Merkmale
Die nachtblühenden Blüten schwimmen auf der Wasseroberfläche. Der unbehaarte, bräunliche, robuste Blütenstiel hat fünf primäre zentrale und zehn sekundäre periphere Luftkanäle.

## Reproduktion

### Vegetative Vermehrung
Nymphaea rapinii bildet Ausläufer aus, jedoch aber keine proliferierende Pseudanthien.

### Generative Vermehrung
Blüten wurde im Juli beobachtet, aber es wurden keine Früchte festgestellt.

## Systematik
Das Typusexemplar wurde von Carla Teixeira de Lima und L. Lima am 17. Juli 2011 im Fluss Curuá Una in der Gemeinde Prainha im Bundesstaat Pará, Brasilien, gesammelt. Diese Art ist nur von der Typlokalität bekannt.
Die Erstbeschreibung erfolgte durch C. T. Lima und Ana Maria Giulietti im Jahr 2021. Das spezifische Epitheton rapinii ehrt Prof. Dr. Alessandro Rapini von der Staatlichen Universität von Feira de Santana, Brasilien.
Nymphaea rapinii wird in die Untergattung Nymphaea subg. Hydrocallis eingeordnet.

## Lebensraum
Nymphaea rapinii kommt in den aquatischen Lebensräumen des Amazonas-Regenwaldes vor. Nymphaea rapinii kommt im Fluss Curuá Una vor, wo der Wasserstand je nach Niederschlag jahreszeitlich schwankt. Das Habitat trocknet jedoch nie gänzlich aus. Nymphaea rapinii wurde in Wassertiefen von 3 Metern gefunden, wo die weiteren Seerosenarten Nymphaea lingulata und Nymphaea paganuccii ebenfalls vorkamen.